# Pseudodinia angelica
Pseudodinia angelica är en tvåvingeart som beskrevs av Barber 1985. Pseudodinia angelica ingår i släktet Pseudodinia och familjen markflugor.
Artens utbredningsområde är Kalifornien. Inga underarter finns listade i Catalogue of Life.